# Між життям і смертю
«Між життям і смертю» (англ. The In Between) — американський науково-фантастичний романтичний фільм 2022 року режисера Арі Позіна за сценарієм Марка Кляйна. Фільм вийшов 11 лютого 2022 року на Paramount+.

## Сюжет
Дівчина-підліток утрачає кохання всього життя через трагічний випадок і починає вірити, що милий посилає їй знаки з потойбіччя.

## Актори та ролі
- Джої Кінг — Тесса.
- Кайл Аллен — Скайлар.
- Кім Діккенс — Вікі.
- Джон Ортіс — Мел.
- Селеста О'Коннор — Шеннон.
- Донна Біско — Доріс.
- Ейпріл Паркер Джонс у ролі Жасмін.